# Нове Александрово
Нове Александрово (пол. Nowe Aleksandrowo) — село в Польщі, у гміні Добжинево-Дуже Білостоцького повіту Підляського воєводства.
Населення — 584 особи (2011).
У 1975-1998 роках село належало до Білостоцького воєводства.

## Демографія
Демографічна структура станом на 31 березня 2011 року:
|          | Загалом | Допрацездатний вік | Працездатний вік | Постпрацездатний вік |
| -------- | ------- | ------------------ | ---------------- | -------------------- |
| Чоловіки | 289     | 64                 | 205              | 20                   |
| Жінки    | 295     | 61                 | 186              | 48                   |
| Разом    | 584     | 125                | 391              | 68                   |